# Campylopus wheeleri
Campylopus wheeleri är en bladmossart som beskrevs av Georg Ernst Ludwig Hampe och Jean Édouard Gabriel Narcisse Paris 1900. Campylopus wheeleri ingår i släktet nervmossor, och familjen Dicranaceae. Inga underarter finns listade i Catalogue of Life.